# Дрелюв (гмина)
Дрелюв (пол. Drelów) — сельская гмина (волость) в Польше, входит как административная единица в Бяльский повет, Люблинское воеводство. Административный центр гмины — деревня Дрелюв. Население — 5577 человек (на 2004 год).

## Населённые пункты
- Александрувка
- Долха
- Жероцин
- Квасувка
- Дрелюв
- Лещанка
- Лузки
- Перещувка
- Стшижувка
- Шахы
- Шустка

## Соседние гмины
1. Гмина Бяла-Подляска
2. Гмина Конколевница-Всходня
3. Гмина Комарувка-Подляска
4. Гмина Ломазы
5. Гмина Мендзыжец-Подляски
6. Мендзыжец-Подляски
7. Гмина Радзынь-Подляски
8. Гмина Вохынь